# كريس مارتينيز (لاعب كرة قدم)
كريس مارتينيز (بالإنجليزية: Chris Martinez)‏ هو لاعب كرة قدم أمريكي في مركز الدفاع، ولد في 25 ديسمبر 1970 في دنفر في الولايات المتحدة. لعب مع كولورادو رابيدز.

## وصلات خارجية
- كريس مارتينيز (لاعب كرة قدم) على موقع الدوري الأمريكي (الإنجليزية)
- كريس مارتينيز (لاعب كرة قدم) على موقع قاعدة بيانات كرة القدم.إي يو (الإنجليزية)